# 曹蘭 (正德進士)
曹蘭（1476年—？），字德芳，號堯我，陝西西安府咸寧縣人，軍籍，明朝政治人物。

## 生平
弘治十一年（1498年）戊午科陝西鄉試第六名舉人，曾任長垣縣儒學教諭，正德六年（1511年）辛未科三甲第七十一名進士。授禮部主事，升兵部郎中，出為鳳陽府知府，嘉靖年間謫兩浙鹽使司同知，六年（1527年）二月升福建鹽運使，同年升山西行太僕寺卿，十二年（1533年）十月升山西左布政使，十五年（1536年）十月升順天府府尹，十七年（1538年）七月升都察院右副都御史、巡撫山東，十八年（1539年）九月以考察致仕。

## 家族
曾祖曹□；祖父曹福，贈山西行太僕寺卿；父曹恭，贈山西行太僕寺卿。母趙氏。